# Lidija Horvat
Lidija Horvat, née le 5 mai 1982, est une joueuse internationale croate de handball.

## Carrière
Lidija Horvat rejoint Metz Handball à l'été 2010 en provenance du Budućnost Podgorica, pour compenser notamment le départ de Camille Ayglon. Après quelques difficultés d'adaptation, elle quitte le club au bout d'une saison. Elle remporte néanmoins deux titres lors de son passage en France : le championnat et la coupe de la Ligue.

## Palmarès
compétitions internationales
- finaliste de la Coupe des Coupes en 1998[réf. nécessaire] avec Kras Zagreb
- finaliste de la Coupe EHF en 2006 avec ŽRK Podravka Koprivnica

compétitions nationales
- Championnat de Croatie (7) : 2004 et 2014 avec ŽRK Lokomotiva Zagreb, 2006, 2007, 2008, 2012 et 2013 avec ŽRK Podravka Koprivnica
- Championnat du Monténégro (1) : 2010
- Championne de France (1) : 2011 avec Metz Handball
- Vainqueur de la coupe de la Ligue (1) : 2011 avec Metz Handball